# デザイナーズホテル
デザイナーズホテル（英: designers hotel）とは、ホテルの建築デザインやインテリアデザインが著しく優れているホテルを指す。日本国外では一般的に「デザインホテル（英: design hotel）」や「ブティックホテル（英: boutique hotel）」と呼称される（後節も参照）。

## 特徴
デザイナーズホテルと呼ばれるホテルの多くが、著名な建築家やインテリアデザイナーなどによって手掛けられた、洗練された建築デザイン、インテリアデザインを有するホテルであることに加え、上質なホスピタリティを提供する高級ホテルやラグジュアリーホテルと呼ばれる類に属する。
ホテルが利用者に提供するホスピタリティの一環として、建築やインテリアのデザインにより質の高いホテルの内部空間や宿泊環境を提供することを主な目的としてつくられるものである。また、ホテルごとに設定されたデザインコンセプトやテーマに沿ってデザインすることにより、個性的なホテルの創出、他のホテルとの差別化、優雅な空間の演出など、ホテルに関わるマーケティング戦略にも寄与している。

## 呼称
アメリカやイギリスなど英語圏の国々をはじめとする欧米諸国では、「design hotel（デザインホテル）」、「boutique hotel（ブティックホテル）」と呼称されることが殆どであり、「デザイナーズホテル」という呼称は日本独特の呼称と言える。また、日本国内においては、現代的なデザインを取り入れた旅館や著しくデザインが優れた旅館のことを「デザイナーズ旅館」と呼ぶ。
デザインホテルという呼称は、1990年代にデザイン・ホテルズ社によって使用されはじめ、欧米各国に広められたと言われる。デザインという芸術、美術的表現を含む性格上、デザイナーズホテルに関する明確な定義が難しいものの、海外では前述のデザイン・ホテルズ社が運営するホテルや、国内の「ホテル･アンド・デザイン」など、デザイナーズホテルに特化したウェブ上のホテルガイドが存在し、一定の基準が見て取れる。
「デザイナーズホテル」、「デザインホテル」という呼称は、ホテルの規模に拘らず、小規模なホテルから、数百室を擁する大規模なホテルチェーンが運営するホテルまで、優れたデザインを有するホテルであれば、規模に拘らずデザイナーズホテル、デザインホテルと呼称される。
一方で、「ブティックホテル」という呼称は、大規模なホテルチェーンとの差別化を意図し使用されはじめた用語であり、小規模で個性的かつ高級なホテルを指すが、ブティックホテルと呼ばれるホテルの多くが、現代的でスタイリッシュなデザインでまとめられているホテルが多いため、欧米においては、デザインホテルという言葉とほぼ区別なく使用されている。また、日本においては、ブティックホテルという言葉はラブホテルの別称として用いられるが、近年では個性的なホテルをブティックホテルと呼称することも増加しており、その区別が曖昧な状態となってきている。